# نوردیک رجیونال ایرلاینز
نوردیک رجیونال ایرلاینز (به انگلیسی: Nordic Regional Airlines) یک شرکت هواپیمایی با کد یاتا FC است که در تاریخ ۲۰۱۱ میلادی تأسیس شده است. دفتر مرکزی نوردیک رجیونال ایرلاینز در وانتا، فنلاند واقع شده‌است و قطب این شرکت هواپیمایی در فرودگاه هلسینکی قرار دارد و به ۳۵ مقصد، پرواز مستقیم انجام می‌دهد.